# Wild Things (Ladyhawke)
Wild Things è il terzo album in studio della musicista neozelandese Ladyhawke, pubblicato nel 2016.

## Tracce
1. A Love Song – 3:24
2. The River – 3:26
3. Wild Things – 5:13
4. Let It Roll – 3:08
5. Chills – 3:09
6. Sweet Fascination – 3:48
7. Golden Girl – 3:03
8. Hillside Avenue – 2:39
9. Money to Burn – 2:39
10. Wonderland – 3:33
11. Dangerous – 3:41